# Свети Йоан Предтеча (Мелник)
„Свети Йоан Предтеча“ или „Свети Яни“ е възрожденска гробищна църква в град Мелник, България, част от Неврокопската епархия на Българската православна църква.

## История и архитектура
Изградена е в края на XVIII или началото на XIX век в Реканската махала на града, на десния бряг на Мелнишката река. В архитектурно отношение храмът е трикорабна каменна псевдобазилика. По-късно са добавени нартекс от юг и трем от запад. Входовете са три – един от юг и два от запад – единият, главен за мъжете, а другият за жените на нивото на женската църква, до който се стига по каменна стълба. Пред вратата на площадка с дървени парапети и навес е окачена храмовата камбана, украсена с религиозни фигури, отлята през 1893 година.
Наосът и олтарът в интериора са разделени от иконостас. В западната част женската църква има два балкона – по-голям за жените и по-малък за девойките. Владишкият трон е резбован, украсен с гълъби и пауни. Храмът е изписан. Ценно произвесение на изкуството са иконостасът и царските двети. В църквата рисуват мелнишките зографи Лазар Аргиров и Яков Николай.
Църквата е сред петте храма, които оцеляват при изгарянето на Мелник в 1913 година заедно със „Свети Антоний“, „Свети Николай“, „Св. св. Петър и Павел“ и „Света Варвара“.
През юли 1915 година Богдан Филов посещава Мелник и пише за църквата:
| „ | „Св. Иван“ в северната част на града, на края на турската махала, градена преди 60—70 години, без зография, също с хубав таван и в него икона на Исус Христос. Добре запазена, но без зография. Няма нищо старо. Както в тази, така и в другите църкви женското отделение се намира горе, на западната страна и е снабдено все с дървени решетки. | “ |

- Икона на Исус Христос, XIX век
- Икона на Рождество на Свети Йоан Предтеча, XIX век